# Аснаві Мангкуалам
Аснаві Мангкуалам (індонез. Asnawi Mangkualam, нар. 4 жовтня 1999, Макасар) — індонезійський футболіст, захисник. Виступає за національну збірну Індонезії.

## Клубна кар'єра
У дорослому футболі дебютував 2016 року виступами за команду «Персіба» (Балікпапан), в якій того року взяв участь у 8 матчах чемпіонату, забивши 2 голи. 
Своєю грою за цю команду привернув увагу представників тренерського штабу клубу ПСМ (Макасар), до складу якого приєднався 2017 року. Відіграв за індонезійський клуб наступні чотири сезони своєї ігрової кар'єри.
Протягом 2021—2022 років захищав кольори південнокорейського клубу «Ансан Грінерс» з другого дивізіону, ставши першим індонезійським футболістом, який коли-небудь грав у Південній Кореї. Протягом 2023 року грав за іншу команду К-Ліги 2 «Чоннам Дрегонс».

## Виступи за збірні
Залучався до складу молодіжних збірних Індонезії до 16, 19 і 23 років.
21 березня 2017 року дебютував в офіційних іграх у складі національної збірної Індонезії під час товариського матчу проти М'янми (1:3) і  у віці 17 років і 167 днів став наймолодшим гравцем, що коли-небудь зіграв за першу команду Індонезії. Пізніше цей рекорд був побитий 27 січня 2022 року Роналдо Кватехом у віці 17 років і 104 днів.
У грудні 2021 року тренер Сін Тхе Йон викликав Аснаві до складу команди на Чемпіонат АСЕАН у Сінгапурі. На тому турнірі 12 грудня 2021 року Аснаві забив свій перший гол за збірну, відзначившись із пенальті у гру групи проти Лаосу (5:1)
У складі збірної був учасником кубка Азії 2023 року у Катарі, де у грі проти В'єтнаму (':0) забив переможний гол.
Наразі в національній команді провів 39 матчів, забивши 2 голи.